# Mariah Carey
Mariah Carey, född 27 mars 1969 i Huntington, New York, är en amerikansk sångerska, låtskrivare och skådespelare. Med Columbia Records skivbolagschef Tommy Mottola som mentor släppte Carey sin självbetitlade debut Mariah Carey 1990. Skivan certifierades flerfaldigt platina och innehöll fyra musiksinglar som toppade Billboard Hot 100. Carey gifte sig med Mottola 1993 och blev efter framgångarna med albumen Emotions (1991), Music Box (1993) och Merry Christmas (1994) Columbias bäst säljande artist.
1995 låg singeln "One Sweet Day", en duett med Boyz II Men, i sexton veckor på Billboard Hot 100:s förstaplats. Detta rekord stod sig i 25 år och slogs först 2019 av Lil Nas X och Billy Ray Cyrus med låten "Old Town Road". Vid inspelningen av skivan lämnade Carey pop- och R&B-genrerna för att istället skapa hiphop-influerad musik. Den nya inriktningen märktes tydligt vid utgivningen av Butterfly, som lanserades i samband med skilsmässan från Mottola 1997.
Carey lämnade Columbia 2000 och skrev på ett kontrakt med Virgin Records värt 100 miljoner dollar. I samband med skådespelardebuten i filmen Glitter (2001) fick hon ett nervöst sammanbrott och lades in på sjukhus på grund av utmattning och uttorkning. Glitter blev en kommersiell flopp och Carey tvingades lämna sitt skivbolag. År 2002 skrev hon på för Island Records och efter en mindre framgångsrik period återvände sångaren till toppen av försäljningslistorna med albumet The Emancipation of Mimi (2005). Skivans andra singel "We Belong Together" blev Careys mest framgångsrika under 00-talet och utnämndes till "Song of the Decade" av Billboard. År 2009 återupptog hon skådespelarkarriären i filmen Precious; Carey hyllades för sin gestaltning och tilldelades priset "Breakthrough Performance Award" vid Palm Springs International Film Festival, samt nominerades till flera utmärkelser av Black Reel Awards och NAACP Image Awards.
Carey har sålt över 250 miljoner skivor och rankas som en av världens bäst säljande musikartister. Vid World Music Awards 1998 korades hon till 1990-talets bäst säljande artist och hyllades även som millenniets bäst säljande kvinnliga artist 2000. Enligt Recording Industry Association of America är hon den tredje bäst säljande kvinnliga artisten i USA med 63,5 miljoner certifierade album. Efter utgivningen av singeln "Touch My Body" (2008) fick Carey sin artonde listetta i USA, vilket är fler än någon annan artist. Utöver sina kommersiella framgångar har Carey vunnit fem Grammy Awards, 17 World Music Awards, 11 American Music Awards och 31 Billboard Music Awards. Hon har också erhållit titeln "Songbird Supreme" av Guinness rekordbok. Carey är i grunden en klassiskt skolad sopran, och är känd för att besitta ett exceptionellt stort röstomfång och för sitt så kallade wailande (improviserad koloratur).

## Biografi

### Tidiga år och motgångar (1969–1987)
Mariah Carey föddes den 27 mars 1969
i Huntington på Long Island i delstaten New York. Hennes far Alfred Roy Carey hade afroamerikanskt och afro-venezuelanskt påbrå, medan hennes mor Patricia Hickey har irländskt ursprung. Efternamnet Carey kom till i samband med att hennes farfar Francisco Nuñez emigrerade till USA. Patricias pappa dog när hon var ung men hon ärvde hans passion för musik, och gjorde karriär som operasångare och röstcoach innan hon träffade Alfred 1960. Efter att paret gift sig och Alfred börjat försörja sig som flygingenjör flyttade de in i en förort till New York. Familjens etnicitet förde med sig stora personliga svårigheter åren före Careys födelse. Patricias familj försköt henne efter att hon gift sig med en svart man. Carey förklarade att hon under uppväxten kände sig utstött från sin mors familj, vilket hade stor effekt på hennes liv: "Jag kände typ: 'Är jag en dålig person?' Det är fortfarande inte så vanligt att vara flerrasig men jag är glad över kombinationen." Carey fick sitt namn från sången "They Call the Wind Maria" ur musikalen Paint Your Wagon. Careys föräldrar skildes när hon var tre år gammal.
Efter separationen flyttade Careys storasyster Alison med sin pappa medan Carey och hennes storebror Morgan fortsatte att bo med deras mamma. Carey mindes att hon som fyraåring brukade ta med sig radion under täcket på nätterna och sjunga och finna ro i musiken. I lågstadiet var hon duktig i ämnen som litteratur, konst och musik. Efter flera år av ekonomiska svårigheter hade modern sparat ihop tillräckligt med pengar för att kunna flytta familjen till ett säkrare område i New York. Medan Carey gick i skolan vid Harborfields High School i Greenlawn började hon skriva dikter och la till melodier till dem. Tidigt började hon visa musikintresse och hennes mamma hjälpte henne att träna upp röstomfånget, som nådde upp i den allra högsta diskanten. Patricia introducerade sin dotter för opera, men uppmanade henne aldrig att göra karriär i genren då Carey aldrig visat ett intresse för den genren. Vid en tillbakablick mindes sångaren att hon höll sina låtskrivararbeten hemliga och att modern aldrig hade varit en "pådrivande mamma. Hon sa aldrig saker som 'ge det en mera operakänsla'. Jag respekterar opera galet mycket men det influerade inte mig.
Carey hade skrivit låtar tillsammans med Gavin Christopher och de behövde en assistent som kunde spela keyboard: "Vi ringde till en person som inte kunde komma. Av en slump hittade vi Ben [Margulies]. Ben kom till studion, men han kunde inte spela keyboard särskilt bra - han var egentligen trummis - men efter den dagen höll vi kontakten och vi klickade som låtskrivare." Under Careys sista skolår skrev och komponerade hon och Christopher låtar i källaren i hans pappas affär. Efter att ha färdigställt sitt första musikstycke "Here We Go Round Again", som Carey ansåg hade en Motown-känsla, började duon arbeta på ett demoalbum. Hon hyrde ett enkelrum på Manhattan tillsammans med fyra kvinnliga studenter. Carey jobbade som servitris på olika restauranger och blev ofta sparkad med två veckors intervall. Hon jobbade ofta sent på kvällar och nätter i inspelningsstudion och hoppades på att färdigställa en demo som kunde spelas för en skivbolagschef. Carey färdigställde fyra låtar som hon skickade till skivbolag men fick avslag varje gång. En tid senare träffade hon popsångaren Brenda K. Starr.

### Karriärstart och debut (1988–1992)

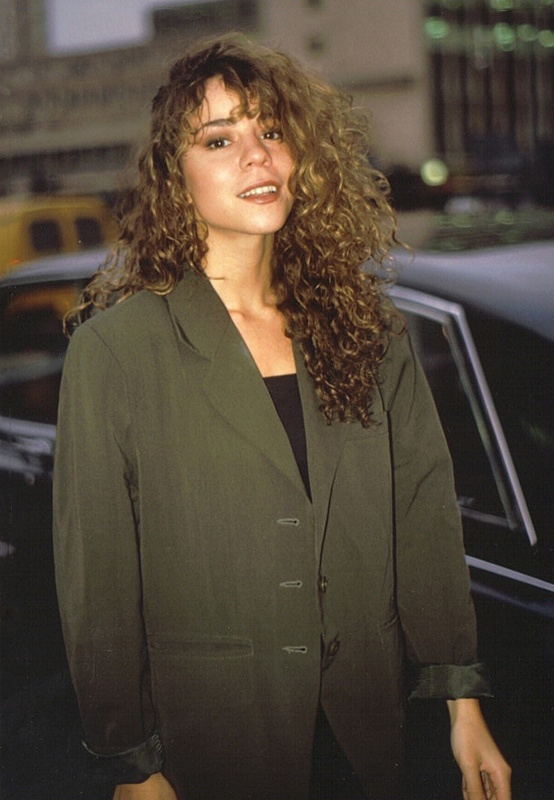
Carey utanför Shepherd's Bush Theatre efter att ha marknadsfört singeln "Vision of Love" vid The Wogan Show 1990.

Vänskapen med Starr blev startskottet för Careys karriär. En fredagsnatt i december 1988 följde Carey med Starr till en skivbolagsgala och fick möjlighet att ge sina demospår till Tommy Mottola (chef vid Columbia Records) som lyssnade på låtarna på vägen hem. Efter två låtar blev han förälskad i tonen och kvalitén i Careys röst; han återvände till festen men Carey hade då åkt hem. Mottola letade efter Carey i två veckor, och fick till slut tag i henne via Starrs manager. Han erbjöd henne omedelbart ett skivkontrakt och började planera hennes debut på mainstream-marknaden. Samtidigt som Carey insisterade på att hon ville fortsätta jobba med Margulies, anlitade Mottola topp-producenter som Ric Wake, Narada Michael Walden och Rhett Lawrence. Mottola och hans arbetslag vid Columbia planerade att marknadsföra Carey som sin frontsångerska. Hon skulle därmed konkurrera med Whitney Houston och Madonna på Arista respektive Sire Records. Efter att ha färdigställt debutalbumet Mariah Carey spenderade Columbia över 1 miljon dollar på att marknadsföra skivan. Försäljningen de första veckorna efter utgivning var låg men albumet nådde slutligen förstaplatsen på Billboard 200 efter Careys exponering vid den 33:e upplagan av Grammy Awards-galan. Mariah Carey innehade förstaplatsen i elva veckor i följd och hon vann Grammy Awards i kategorierna "Best New Artist" och "Best Female Pop Vocal Performance" för singeln "Vision of Love". Från skivan släpptes tre ytterligare singlar som nådde förstaplatsen på Billboard Hot 100. Carey blev den första artisten sedan The Jackson 5 med att ha sina första fyra singlar i toppen på den amerikanska singellistan. Mariah Carey blev slutligen den bäst säljande skivan i USA 1991 med en total försäljning på 15 miljoner exemplar.
Carey påbörjade arbete på sitt andra studioalbum Emotions 1991. Skivan hyllade enligt Carey Motown-soul, då hon kände att det var nödvändigt att lyfta fram den musik och genre som hade stor influens på henne som barn. På projektet arbetade Carey med Walter Afanasieff som hade bidragit lite på debutskivan, samt Clivillés och Cole från dansgruppen C+C Music Factory. Sångarens arbetsrelation med Margulies försämrades snabbt. Enligt kontraktet som Carey skrivit under innan hon skrev på för Columbia var hon skyldig att dela halva vinsten med honom. När det var dags att skriva material till Emotions klargjorde chefer vid Sony dock att han skulle betalas lika mycket som övriga låtskrivare på skivan. På grund av detta lämnade Margulies in en stämningsansökan mot Sony, varpå han och Carey gick skilda vägar. Emotions släpptes internationellt den 17 september 1991 och ansågs av musikkritiker vara ett mognare försök än föregångaren. Samtidigt som den prisades för sina förbättrade låttexter, produktion och nya sound, kritiserades skivan för materialet som många ansåg var betydligt svagare än på debuten. Trots att skivan sålde över åtta miljoner exemplar globalt misslyckades Emotions att nå samma framgång som föregångaren.
Liksom efter utgivningen av debuten undrade kritiker om Carey skulle turnera för att marknadsföra sitt material. Carey förklarade att en turné skrämde henne på grund av hennes scenskräck och svårsjungna låtar. Alltfler spekulerade i att Carey bara var en "studiosångare" och att hon inte hade förmågan att sjunga i perfekt pitch och med sin 5-oktaviga röst live. I hopp om att kunna slå ryktena ifrån sig bokade Carey och Walter Afanasieff tid vid MTV Unplugged. Syftet med programmet var att presentera artister och visa dem framföra sina låtar utan någon studioutrustning. Carey ville i första hand framföra sina mera soulfyllda och kraftfulla ballader, men det bestämdes att hon skulle sjunga sina mest populära låtar. Några dagar innan inspelningen bestämde sig Carey och Afanasieff att lägga till en cover för att komma med något annorlunda och oväntat. De valde "I'll Be There", en låt som gjordes populär av The Jackson 5 1970. Carey spelade in en innehållsförteckning på sju låtar vid Kaufman Astoria Studios i Queens den 16 mars 1992. Framförandet mottogs med starkt positiv kritik vilket gjorde att programmet repriserades tre gånger mer än andra avsnitt av serien. Framgångarna fick chefer vid Sony att fundera på att använda materialet till någon typ av album. Sony beslutade sig för att ge ut materialet som en EP med ett lägre pris på grund av det kortare innehållet. EP:n blev en framgång; den certifierades trippel platina av Recording Industry Association of America (RIAA) och guldbelönades i flera europeiska länder.

### Hennes första äktenskap,Music BoxochDaydream(1993–1996)
Tidigt 1993 började Carey arbeta på sitt tredje studioalbum Music Box. Då Emotions inte haft samma framgång som debutalbumet kom sångaren och Columbia fram till att Music Box skulle innehålla ett mer pop-influerat sound för att locka en bredare publik. Under skapandet av låttexter till albumet samarbetade Carey till största del med Afanasieff som kom att skriva största delen av materialet på skivan. Under inspelningen av albumet blev Carey och Mottola ett par. De vigdes vid en påkostad ceremoni den 5 juni 1993 med flera kända gäster, däribland Barbra Streisand, Billy Joel, Gloria Estefan och Ozzy Osbourne. Den 31 augusti släpptes Music Box internationellt och debuterade på förstaplatsen på Billboard 200. Albumet möttes av blandad kritik från recensenter - många prisade skivans pop-influens och starka innehåll medan andra kände att Carey inte använde sin sångröst fullt ut. Ron Wynn från AllMusic: "Det var klokt av Carey att visa andra element av sin röst men ibland kan det behövas lite mer sång för att täcka upp avsaknaden av passion." Skivans andra singel "Hero" blev en av sångarens mest populära låtar i karriären. Låten blev Careys åttonde listetta i USA och cementerade hennes popularitet i Europa. Vid utgivningen av skivans tredje singel nådde Carey flera milstolpar; hennes cover av Badfingers "Without You" blev hennes första listetta i Tyskland, Sverige och Storbritannien.
Music Box tillbringade en längre period på topplistor i flera länder och blev en av de bäst säljande skivorna genom tiderna med en försäljning på 32 miljoner exemplar. Efter att ha avböjt flera turnéerbjudanden valde Carey att bege sig ut på en sex veckors konsertturné i USA kallad Music Box Tour. Den blev en framgång för Carey som hade varit rädd för att turnera. Efter marknadsföringen av Music Box tog Carey ett relativt långt uppehåll från allmänheten och jobbade på ett "hemligt" projekt större delen av 1994. Hemlighetsmakeriet pågick tills Billboard meddelade att Carey skulle ge ut ett julalbum senare samma år. Vid slutet av 1994 spelade Carey in en duett med Luther Vandross: en cover på Lionel Richie och Diana Ross "Endless Love". Vid tidpunkten ansåg Columbia att Carey hade etablerat sig som en fullfjädrad popsångare och vokalist men ville göra henne till mer av en artist. Vid utgivningen av Merry Christmas hoppades Columbia att allmänheten skulle köpa Careys material på endast hennes namn och rykte, och samtidigt blåsa bort rykten om att hon bara var en popsångare. Skivan släpptes den 1 november 1994, samma dag som lanseringen av första singeln "All I Want for Christmas Is You". Merry Christmas blev det bäst säljande julalbumet genom tiderna med en internationell försäljning på 15 miljoner exemplar. "All I Want for Christmas Is You" blev kritikerrosad och ansågs vara en "omedelbar julklassiker". Rolling Stone beskrev den som en "självklarhet vid jul" och gav den fjärdeplatsen på deras lista Greatest Rock and Roll Christmas Songs. Låten blev den bäst säljande ringsignalen genom tiderna och den bäst säljande singeln av en icke-japansk artist i Japan med en försäljning på 2,1 miljoner exemplar. Vid slutet av året hade Carey och Afanasieff redan börjat skriva material till ett nytt album som gavs ut följande höst.

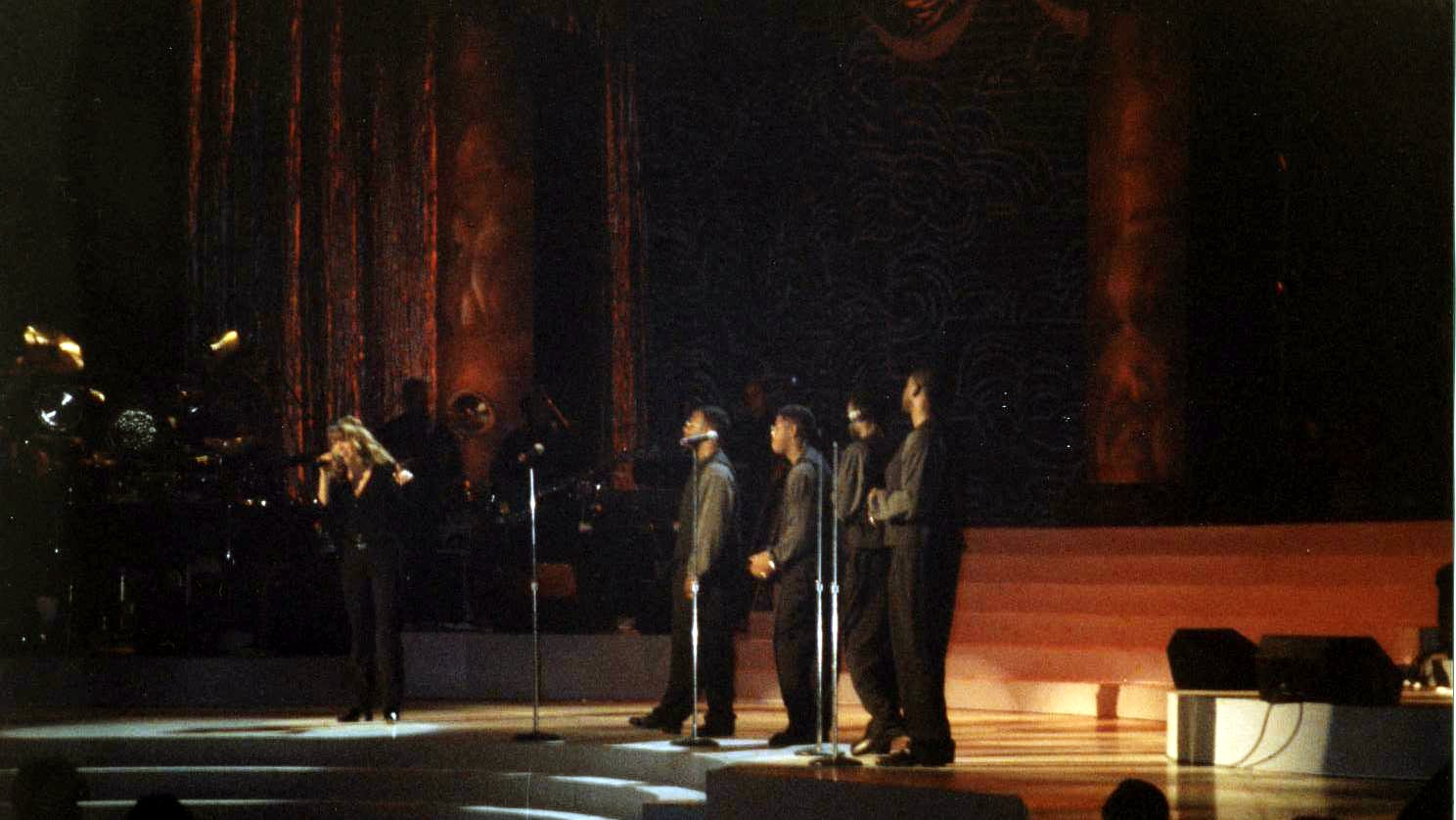
Carey framför "One Sweet Day" tillsammans med Boyz II Men vid en konsert på Madison Square Garden.

Careys fjärde studioalbum Daydream släpptes 3 oktober 1995 och var en kombination av pop-influenserna från Music Box med långsammare inslag av R&B och hiphop. Skivans andra singel "One Sweet Day" inspirerades av musikproducenten David Coles död och Careys syster Alison, som hade konstaterats hiv-positiv. Låten tillbringade 16 veckor i toppen på Billboard Hot 100 och blev singeln som legat flest veckor som etta på topplistan.  Daydream blev hennes bäst säljande album i USA; det blev också Careys andra album efter Music Box att diamantcertifieras av RIAA. Skivan blev återigen en "best-seller" i Japan med 2,2 miljoner sålda kopior. Internationellt såldes 25 miljoner exemplar av Daydream. Musikkritiker lyfte fram arbetet som Careys dittills bästa. The New York Times rankade skivan som en av årets bästa och skrev: "De bästa låtarna är R&B-godis som når nya höjder av förädling [...] Careys låtskrivande tar ett stort steg framåt och känns mer avslappnat, sexigare och utan en massa klichéer." Carey begav sig återigen ut på en internationell turné, Daydream World Tour, med tre konserter i Japan och fyra i Europa. När biljettförsäljningen startade slog Carey rekord när alla 150 000 biljetter till hennes tre konserter vid Japans största stadion Tokyo Dome sålde slut på tre timmar. Carey vann två priser i kategorierna "Favorite Pop/Rock Female Artist" och "Favorite Soul/R&B Female Artist" vid den årliga American Music Award-ceremonin. Daydream och dess singlar nominerades i sex kategorier vid den 38:e Grammy-upplagan. Carey inledde galan med att sjunga "One Sweet Day" tillsammans med Boyz II Men. Sångerskan vann inte en enda kategori vilket fick henne att säga: "Vad mer kan man göra? Jag kommer aldrig att vara besviken igen. Efter att ha suttit genom hela galan och inte vunnit en enda gång så kan jag hantera vad som helst. Carey mottog Billboards pris "Overseas Artist of the Year" efter den höga försäljningen av Daydream i Japan.

### Skilsmässa, ny image,ButterflyochRainbow(1997–2000)
Efter utgivningen av Daydream och framgångarna som följde började Carey fokusera mer på sitt privatliv. Hennes relation med Mottola försämrades på grund av deras alltmer olika kreativa åsikter om hennes album och hans kontrollbehov. Efter varje album tog Carey mer kontroll över sin musik som blev allt mer genreöverskridande. Vid mitten av 1997 var sångaren färdig med hälften av materialet till sitt nästa album Butterfly. Hon ville arbeta med flera olika låtskrivare och producenter som Sean Combs, Kamaal Fareed, Missy Elliott samt Jean Claude Oliver och Samuel Barnes från Trackmasters. Under inspelningen till skivan separerade Carey och Mottola vilket sångaren beskrev som en frigörelse och fick henne att se livet från en ny synvinkel. Utöver albumets nya inriktning noterade kritiker att Carey hade ändrat sin sångstil och nu använde ännu ljusare och mjukare toner. Den nya sången möttes med blandad kritik. Vissa ansåg att det var ett tecken på mognad, att hon inte alltid behövde använda det övre registret, medan andra gissade att det berodde på en försvagad röst. Skivans huvudsingel "Honey" gav prov på ett sexigare manér än tidigare vilket ytterligare visade på en nyvunnen frihet från Mottola. Carey berättade att Butterfly utgjorde ett steg i hennes karriär där hon hade full kreativ kontroll över sin musik och image. Hon förklarade: "Jag tror inte att det är en så stor förändring från vad jag gjort tidigare [...] Det är inte direkt som om jag blev galen och trodde att jag skulle bli en rappare. Det handlade mera om att få friheten att göra vad jag ville." Växande kreativa meningsskiljaktigheter med Afanasieff fick Carey att avsluta samarbetet med honom. Recensioner av Butterfly var generellt positiva. Rolling Stone skrev: "Det är inte direkt som om hon helt har slutat med Houston-balladerna men det mest framträdande på Butterfly är en loj erotisk stämning. Det känns väldigt 1997. Carey har vecklat ut sina vingar och är beredd på att flyga." AllMusic recensenten Stephen Thomas Erlewine beskrev Careys sång som "hetare än någonsin" och ansåg att Butterfly var en av hennes "bästa skivor och visar att Carey fortsätter att utvecklas och förfina sina musik vilket är ovanligt bland 1990-talets sångare." Skivan blev en kommersiell framgång.
Vid sekelskiftet började Carey arbeta på flera olika projekt. Den 14 april 1998 var hon en av sångarna på galan VH1 Divas där hon uppträdde tillsammans med Aretha Franklin, Celine Dion, Shania Twain, Gloria Estefan och Carole King. Carey började även arbeta på ett filmprojekt: All That Glitters (en titel som senare kortades ner till endast Glitter). Hon bidrog även med låttexter till filmerna Men in Black (1997) och How the Grinch Stole Christmas (2000). Efter att Glitter fastnade i "development hell" sköt Carey fram projektet och började istället jobba på ett nytt album. Cheferna vid Sony Music ville att hon skulle göra ett samlingsalbum i tid för julsäsongen, men kunde inte komma överens om vad som skulle inkluderas på skivan. Sony ville att samlingen skulle bestå av hennes listettor i USA på den nordamerikanska utgåvan och de europeiska hitsen på den europeiska versionen, utan något nytt material. Carey ville att skivan skulle innehålla hennes mer personliga låtar - inte bara de som varit kommersiella framgångar. Hon ansåg också att uteslutandet av nytt material skulle göra hennes fans besvikna. Carey uttryckte sin avsmak för skivans innehållsförteckning och var besviken över att inga av hennes favoriter hade inkluderats. Samlingen, med titeln #1's (1998), innehöll "When You Believe" (en duett med Whitney Houston som spelats in till soundtracket till filmen Prinsen av Egypten). Carey hade blivit tillfrågad att spela in låten efter att ha mött DreamWorks-producenten Jeffrey Katzenberg under produktionen av All That Glitters. I en intervju med Ebony Magazine berättade Houston om sitt arbete med Carey och deras nya vänskap: "Mariah och jag kom väldigt bra överens. Vi hade aldrig tidigare pratat eller sjungit med varandra. Vi fick möjligheten att umgås sångare och artister sinsemellan. Vi skrattade och pratade, skrattade och pratade och sjöng däremellan [...] Det är bra att två kvinnor från soulmusiken ändå kan vara vänner. #1's blev ett fenomen i Japan med en försälljning på över en miljon kopior första veckan efter utgivningen; den enda internationella artisten att nå denna bedrift. Författaren Chris Nickson jämförde Careys popularitet i Japan på 1990-talet med Beatlemanian på 1960-talet. På tre månader hade skivan sålt i 3,25 miljoner exemplar och slog rekord som det bäst säljande albumet i Japan av en icke-asiatisk artist. Den internationella försäljningen beräknades till 17 miljoner sålda exemplar.

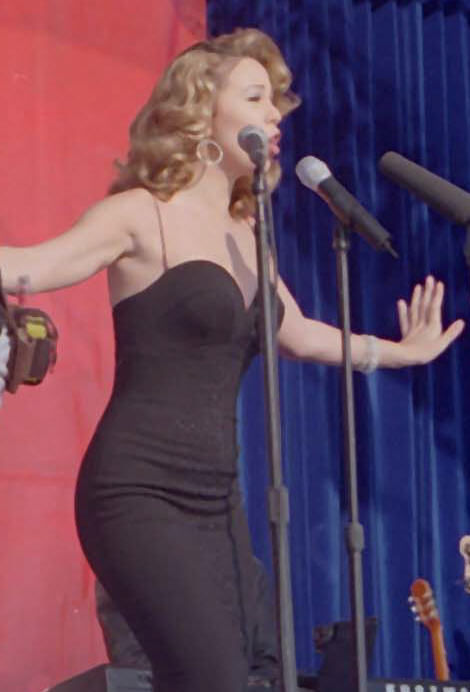
Carey på Edwards Air Force Base vid videoinspelningen "I Still Believe".

På våren 1999 började Carey arbeta på sitt sista album på skivkontraktet med Sony, hennes ex-makes skivbolag. Hennes ansträngda relation med skivbolaget påverkade också Careys arbete med Afanasieff, som hon arbetet med under första halvan av sin karriär. Carey upplevde att Mottola försökte sära på henne och Afanasieff i hopp om att förstöra deras vänskap. På grund av den pressade och spända relationen mellan Carey och skivbolaget färdigställde hon albumet på endast tre månader sommaren 1999, vilket var snabbare än något annat album i hennes karriär. På skivan med namnet Rainbow jobbade sångaren med nya producenter och låtskrivare som exempelvis Jay-Z och DJ Clue?. Carey skrev också två ballader tillsammans med David Foster och Diane Warren. Rainbow släpptes 2 november 1999 och trots att skivan debuterade på plats två på Billboard 200 var det den högst inkomstbringande skivsläppsveckan i hennes karriär. I början av år 2000 försämrades Careys relation med Columbia då de slutade marknadsföra skivan efter att de första två singlarna släppts. Columbia ansåg att Rainbow inte hade något starkt material som kunde släppas som singel medan Carey ville att en personlig låt om inre styrka skulle ges ut. Meningsskiljaktigheterna ledde till ett offentligt bråk efter att Carey börjat lägga upp insider-information om situationen på sin hemsida och uppmanade sina fans till att ringa och önska "Can't Take That Away (Mariah's Theme)" på radiostationer. I ett av meddelandena skrev Carey: "I grund och botten så vet många av er att den politiska situationen i min professionella karriär inte är positiv. Det har varit väldigt, väldigt jobbigt. Jag vet inte ens om det här meddelandet kommer komma fram till er. Jag har fått mycket negativ feedback från några högt uppsatta personer. Men jag är inte redo att ge upp." I rädsla att gå miste om sin bäst säljande artist valde Sony till slut att ge ut låten. Carey, som till en början var nöjd med valet, fick snart veta att låten endast fått en begränsad distribution med små-skalig marknadsföring. Detta gjorde att balladen hade mycket små och osannolika chanser att ta sig in på några topplistor. Medias reaktioner på skivan var generellt entusiastiska. Sunday Herald skrev: "Albumet är en imponerande blandning av soulballader och samarbeten med tyngdlyftare från R&B:n så som Snoop Doggy Dogg och Usher [...] Det är en välpolerad blandning av popsoul. Vibe Magazine uttryckte liknande åsikter: "Hon ger allt hon har [...] och Rainbow kommer att ge henne ännu mer dyrkan." Trots att albumet blev en kommersiell framgång blev Rainbow hennes lägst-säljande album dittills i karriären.

### Glitter,Charmbracelet; personliga och professionella motgångar (2001–2004)

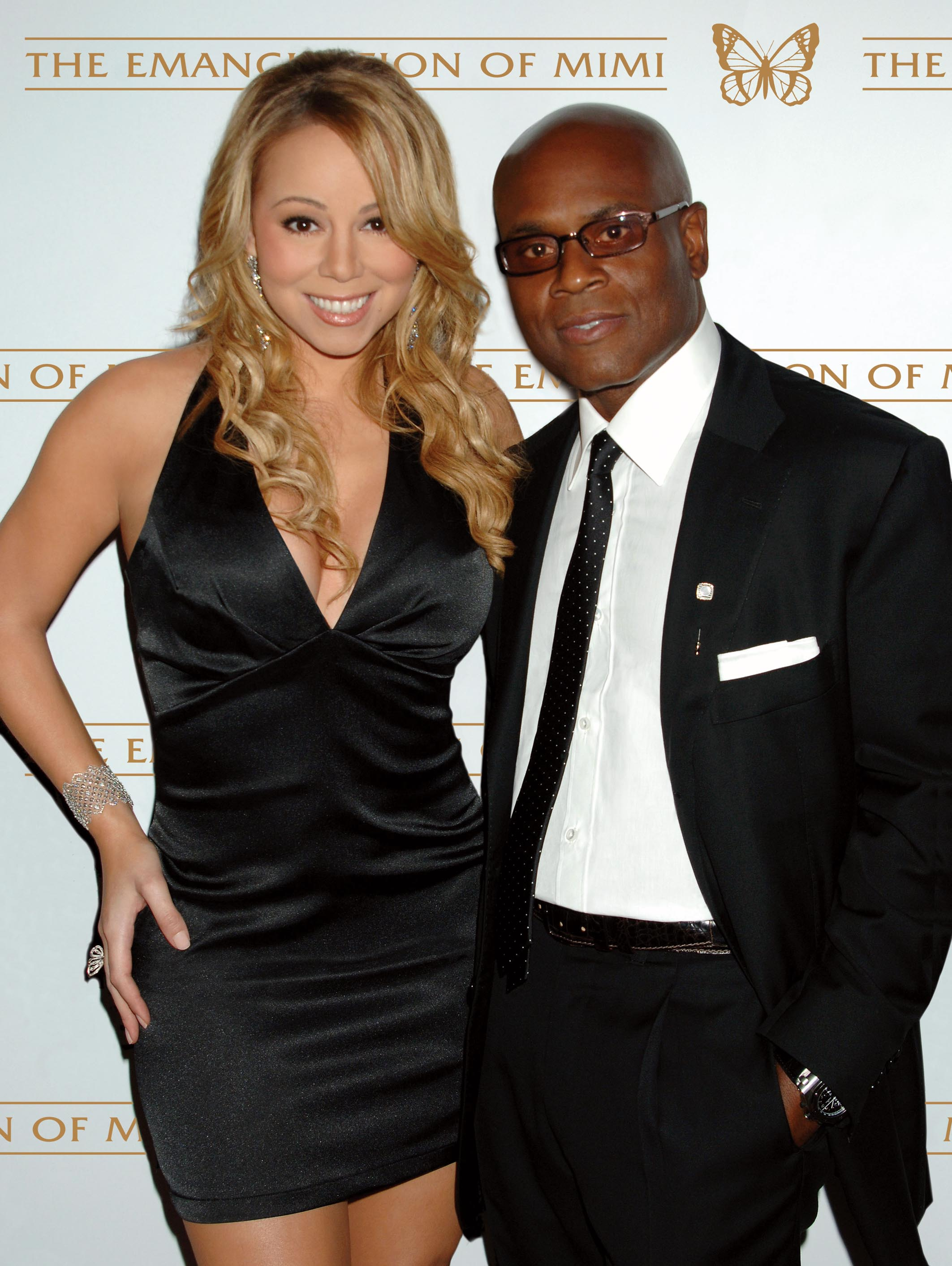
Carey tillsammans med L.A. Reid år 2005.

Efter att Carey fått en Billboard Music Award med utmärkelsen "Artist of the Decade" och en World Music Award i kategorin "Best-Selling Female Artist of the Millennium" avbröt Carey samarbetet med Columbia och skrev på ett kontrakt värt 100 miljoner dollar med Virgin Records (EMI Records). Carey gavs full kreativ kontroll över framtida projekt. Hon fortsatte därefter att arbeta på Glitter, soundtracket till filmen med samma namn. Carey ville att skivan skulle vara influerad av 1980-talsdisko och andra liknande genrer som skulle gå hand-i-hand med filmens bakgrund. Hon berättade att Columbia ofta såg henne som en egendom och att hennes skilsmässa med Mottola hade försämrat hennes relationer med skivbolagschefer. Några månader senare, i juli 2001, rapporterades det att Carey fått ett nervöst sammanbrott. Hon hade lämnat meddelanden på sin hemsida där hon klagade över att vara överarbetad och uppgav bland annat hennes separation från sångaren Luis Miguel som orsak. I en intervju följande år tillkännagav hon: "Jag omgav mig med människor som inte kände mig och hade ingen personlig assistent. Jag gjorde intervjuer hela dagarna och fick två timmars sömn, högst." På grund av pressen från media, ett hårt arbetsschema och uppbrottet med Miguel började Carey publicera en rad oroväckande meddelanden på sin officiella hemsida och uppträdde oberäkneligt vid flera TV-intervjuer. Den 19 juli 2001 överraskade Carey genom att göra ett oplanerat besök på MTV:s Total Request Live (TRL). När programmets värd Carson Daly fortsatte sända efter ett reklamavbrott klev Carey in i studion och sköt en glassvagn framför sig. Ikädd en stor herrtröja bjöd Carey på en striptease och blottade en tajt grön klänning. Besöket på TRL orsakade stor uppmärksamhet i media. Några dagar senare publicerade Carey flera kryptiska meddelanden på sin officiella sida. I ett meddelande skrev hon: "Jag försöker förstå saker i mitt liv och det känns som om jag inte borde göra någon musik på ett tag. Jag skulle vilja ta ett litet uppehåll eller åtminstone en natts sömn utan att någon kommer och tjatar om musikvideor. Det enda jag vill är att få vara mig själv och det är det jag skulle satsat på ifrån början. Jag säger inte det här så ofta men strunt samma, jag tar inte hand om mig själv." Meddelandena togs snabbt ner från hemsidan och en talesperson förklarade att hon "uppenbarligen var utmattad" och att hon "inte tänkte klart" när hon lade upp meddelandena.
Den 26 juli samma år las hon abrupt in på sjukhus på grund av "extrem utmattning" och "fysiskt och mentalt sammanbrott". Carey vårdades på ett hemligt sjukhus i Connecticut och förblev sjukskriven i två veckor. Efter media-uppståndelsen rörande Careys mentala hälsa och sjukhusvistelse beslutade Virgin Records och 20th Century Fox att flytta fram utgivningen av både Glitter och soundtracket. Kritiker ansåg att förseningen av Glitter gjorde att förväntan på projektet dog ut vilket skulle skada biljett- och albumförsäljningen. När projektets svaga kommersiella prestation diskuterades skyllde Carey på sin hälsa vid lanseringen, framflyttningen och att soundtracket gavs ut under 11 september attackerna. Kritiker sågade Glitter och albumet och inget av projekten blev en kommersiell framgång. Soundtracket Glitter blev Careys dittills sämst säljande album. Tidskriften St. Louis Post-Dispatch beskrev skivan som ett "totalt misslyckande som kommer att bli en irriterande finne på en karriär som kanske inte alltid har varit kritikerhyllad, men som ändå varit framgångsrik". Efter all negativitet kring Careys privatliv och det senaste projektets låga försäljning valde Virgin att avsluta kontraktet på fem studioalbum. Kort därefter flög Carey till Capri och stannade där i fem månader utom synhåll för allmänheten. Vid en tillbakablick sa Carey att situationen hos Virgin var en "total stress-fest. Jag fattade ett dumdristigt beslut baserat på pengar. Trots att jag aldrig fattar beslut baserat på pengar. Jag lärde mig en stor läxa av det." Senare samma år skrev hon på ett nytt kontrakt med Island Records värt 24 miljoner och grundade det egna skivbolaget MonarC. En tid senare avled hennes pappa i cancer.

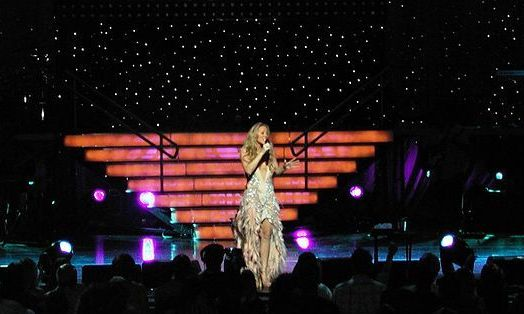
Carey framför "Hero" vid Charmbracelet World Tour.

2002 fick Carey en roll i independentfilmen WiseGirls där hon agerade mot Mira Sorvino och Melora Walters. Filmen hade premiär på Sundance Film Festival och mottog mestadels negativ kritik. Carey prisades dock för sin gestaltning och Roger Friedman ansåg att hon var "nya millenniets Thelma Ritter": "Hennes repliker flyter på och hon lyckas få publiken att skratta på alla rätta ställen." Senare samma år framförde hon USA:s nationalsång vid Super Bowl XXXVI vid Louisiana Superdome i New Orleans. Uppträdandet rosades av kritiker och ansågs vara ett av de bästa framförandena av sången någonsin. På vintern 2002 släpptes hennes åttonde studioalbum Charmbracelet. Sångaren meddelade att arbetet innebar ett "nytt kapitel" i hennes liv. Skivan gavs ut i kölvattnet av Glitter och presterade mediokert på musiklistorna. Careys sång kritiserades av många kritiker. Joan Anderson från The Boston Globe ansåg att skivan var hennes "sämsta skiva och uppvisar en röst som inte längre är kapabel till den otroliga sång-gymnastiken som hon en gång blev känd för." AllMusic skribenten Stephen Thomas Erlewine uttryckte liknande kritik och skrev: "Det värsta är att Mariahs röst är trasig vilket hörs bitvis under skivans gång. Hon verkar ha förlorat sin förmåga att sjunga höga toner." I ett försök att "återlansera" sin karriär meddelade Carey att hon skulle ge sig ut på en världsturné i början av april 2003. Turnén, Charmbracelet World Tour: An Intimate Evening with Mariah Carey, blev hennes största dittills och pågick i sex månader med sextionio shower runtom i världen. I USA var showerna mindre och Broadway-influerade. I en intervju sa sångaren: "Jag ville att det skulle vara intimare så att besökaren känner att den upplevt något." Hon uppträdde i större arenor i Asien och Europa; däribland inför 35 000 personer i Manila, 50 000 i Malaysia och över 70 000 i Kina. I Storbritannien kunde sångaren ses i Glasgow, Birmingham och Manchester, vilket var Careys första turné som besökte andra brittiska städer än London. Charmbracelet World Tour: An Intimate Evening with Mariah Carey ådrog sig övervägande positiv kritik från recensenter och publiken. Många berömde kvaliteten på Careys röst och produktionen som helhet.

### Återvunnen popularitet medThe Emancipation of Mimi(2005–2007)
Under 2004 fokuserade Carey på att skapa material till sitt tionde studioalbum The Emancipation of Mimi (2005). Hon jobbade framförallt med Jermaine Dupri, men även med Bryan-Michael Cox, Manuel Seal, The Neptunes och Kanye West. Skivan debuterade på förstaplatsen på topplistor i flera länder och hyllades av musikkritiker. Caroline Sullivan vid The Guardian beskrev den som ett "coolt, fokuserat och urbant försök. De första Mariah Carey-låtarna som jag skulle kunna tänka mig att höra igen utan att få betalt." Elysa Gardner från USA Today skrev: "Balladerna och medeltempo-kompositionerna reflekterar verkligen det nya självförtroende hos en sångfågel som blviit beskjuten men ändå fortsatt att flyga." Skivans andra singel "We Belong Together" blev en singel som kom att "definiera" Careys karriär efter en tid då många förutspått att hennes karriär var över. Kritiker hyllade låten och ansåg att den var hennes "musikaliska återkomst" medan andra trodde att den skulle stärka hennes varumärke. "We Belong Together" slog flera rekord i USA och blev Careys sextonde listetta på Billboard Hot 100. Efter att ha tillbringat fjorton osammanhängande veckor på förstaplatsen blev låten den med näst längst tid som listetta, bakom Careys "One Sweet Day". Utöver framgångarna på försäljningslistorna slog låten flera radiorekord och enligt Nielsen BDS hade singeln både det högsta lyssnarantalet per dag och per vecka i amerikansk musikhistoria.

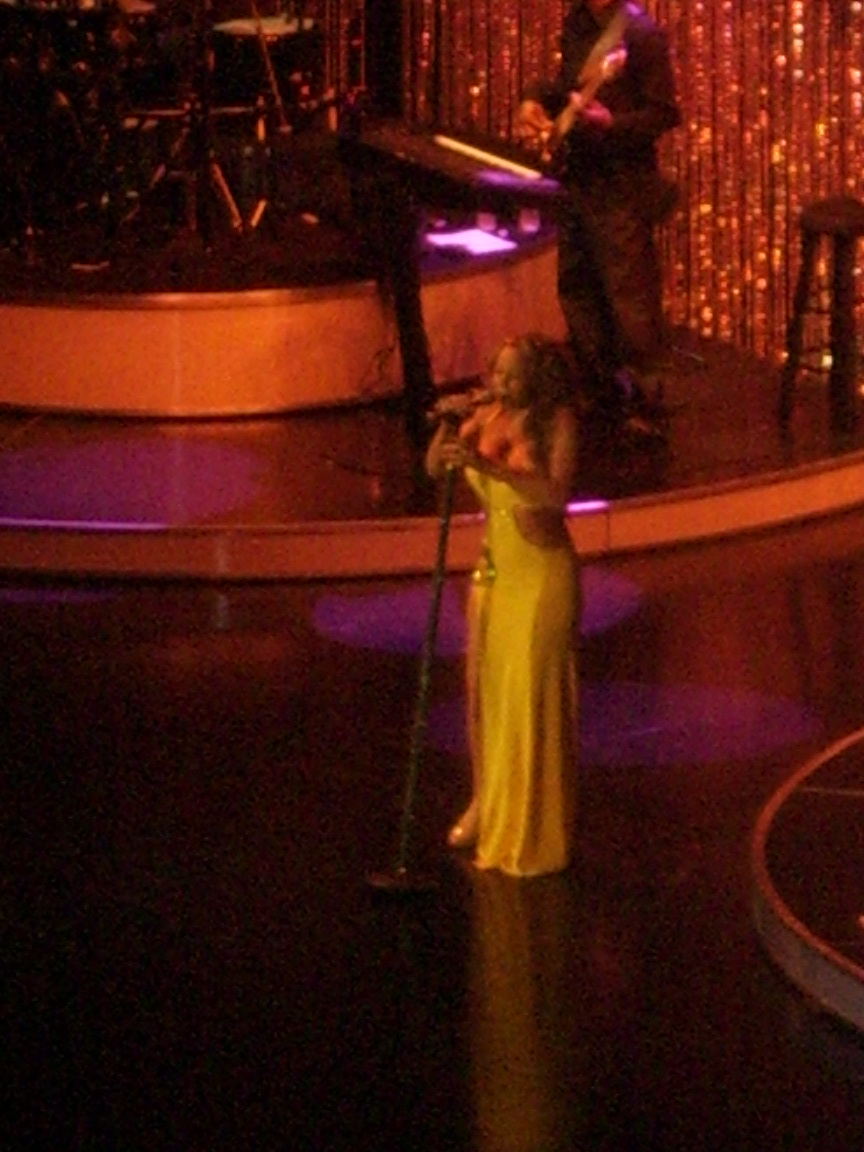
Carey framför "Vision of Love" vid The Adventures of Mimi Tour.

Den 25 september satte Carey ytterligare ett rekord när hon blev den första artisten att samtidigt ockupera de två högsta platserna på Hot 100-listan (R&B-sångaren Ashanti nådde samma bedrift redan 2002 men hade endast varit gästartist på andraplatsnoteringen). "We Belong Together" behöll förstaplatsen medan uppföljaren "Shake It Off" intog platsen under. Vid årets slut låg låten etta på Billboards lista Year-End Chart, vilket blev Careys första utmärkelse på den listan. Billboard gav "We Belong Together" plats nio på deras lista Billboard Hot 100 All-Time Top Songs och klargjorde att låten var decenniets mest populära. Albumet mottog tio Grammy Award-nomineringar: åtta 2006 för standardutgåvan (flest antal nomineringar Carey mottagit under ett år) och ytterligare två för återutgåvan Ultra Platinum Edition (vilken innehöll "Don't Forget About Us" som blev hennes sjuttonde listetta). År 2006 vann Carey en Grammy Award i kategorin "Best Contemporary R&B Album" för The Emancipation of Mimi samt en Grammy i kategorin "Best R&B Song" för "We Belong Together". The Emancipation of Mimi blev den bäst säljande skivan i USA 2005 med 5 miljoner sålda exemplar. Det var den första gången som en kvinna hade årets bäst säljande skiva sedan Alanis Morissettes Jagged Little Pill 1996. Det sista kvartalet 2005 rapporterade IFPI att The Emancipation of Mimi hade sålts i över 7,7 miljoner exemplar internationellt vilket gjorde den till den näst bäst säljande skivan efter Coldplay's X&Y. Internationellt blev den det bäst säljande albumet av en kvinnlig musiker. 
Fram till 2008 hade The Emancipation of Mimi sålts i över 12 miljoner exemplar internationellt. Vid den 48:e Grammy-upplagan framförde Carey ett medley av "We Belong Together" och "Fly Like a Bird". Numret fick kvällens enda stående ovation vilket fick skådespelaren Teri Hatcher, som presenterade nästa pris, att säga: "Det är som om vi alla blivit räddade!"
För att marknadsföra skivan åkte sångaren ut på sin första turné på tre år: The Adventures of Mimi: The Voice, The Hits, The Tour. Turnén stannade på 40 platser i världen; 32 i Nordamerika, två i Afrika och sex i Japan. Biljetter till turnén började säljas den 2 juni 2006 med priser mellan 95 och 150 dollar. Careys shower bestod av äldre låtar från hennes karriär samt några av hennes nyare singlar. Turnén mottogs varmt av kritiker och besökare vilka prisade Careys sång och showen som helhet. Många ansåg dock att flera punkter var "onödiga" och "distraherande" som sångarens alla klädbyten och korta filmsekvenser. The Adventures of Mimi: The Voice, The Hits, The Tour var framgångsrik; Carey spelade för över 60 000 fans enbart i Tunis. Halvvägs genom turnén bokade Carey en två-nätters specialshow i Hong Kong som skulle äga rum efter sångarens besök i Japan. Showerna ställdes dock in efter att biljetterna börjat säljas. Enligt Careys dåvarande manager Benny Medina berodde det inställda besöket på arrangörens vägran att betala Careys gage. Arrangören skyllde på låg biljettförsäljning (enligt några uppgifter hade endast 4000 biljetter sålts) och Careys orimliga krav. Carey stämde arrangören med 1 miljon i skadestånd på grund av den abrupta inställningen. En live-DVD, The Adventures of Mimi, släpptes i november 2007.

### E=MC², det andra äktenskapet,Memoirs of an Imperfect Angeloch skådespelargenombrott (2008–2010)

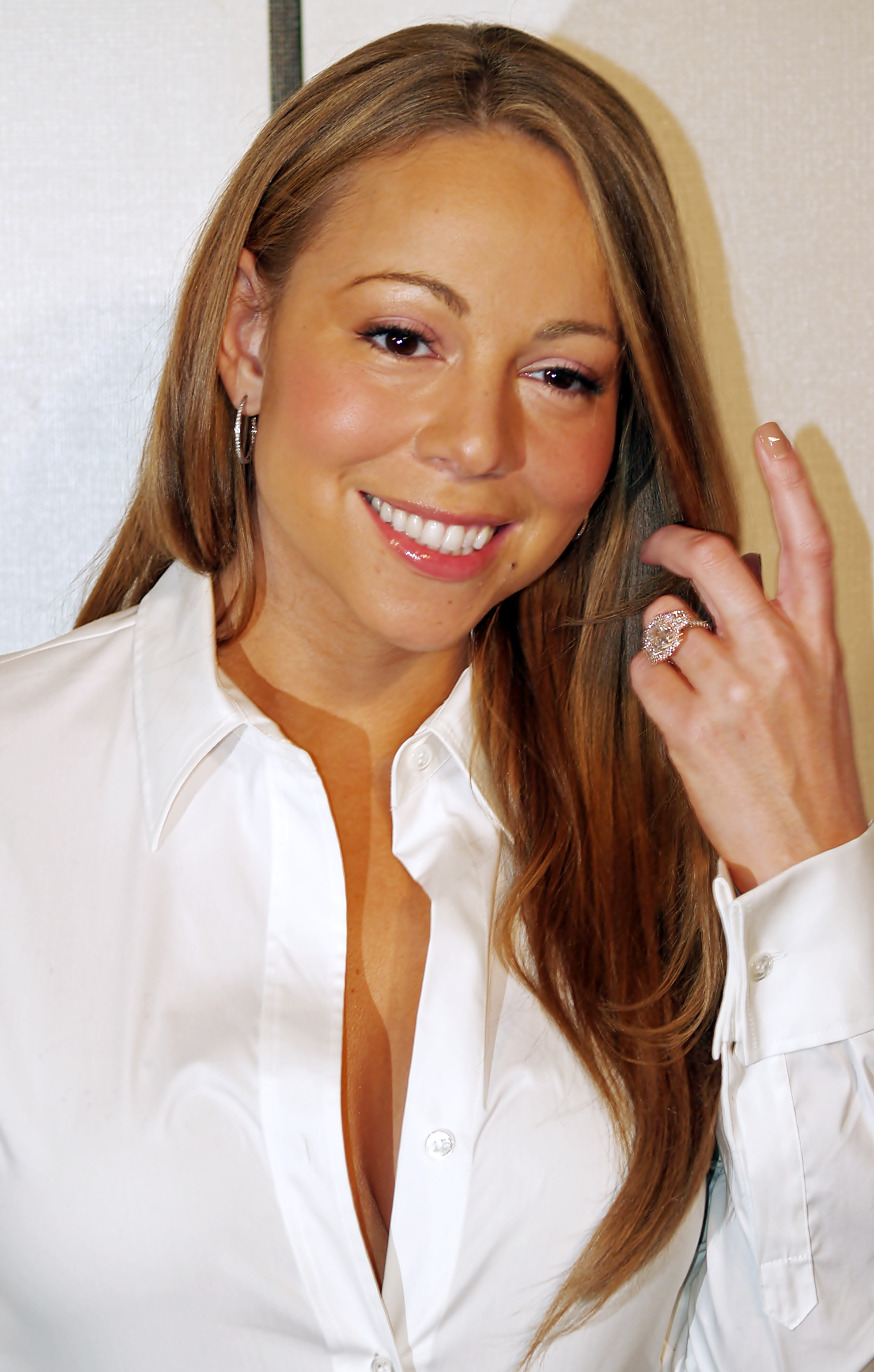
Carey visar sin vigselring för första gången för fotograferna vid Tribeca Film Festival 2008.

På våren 2007 började Carey arbeta på sitt elfte studioalbum, E=MC², i en privat villa i Anguilla. När hon fick frågor om skivans titel sa hon: "Einstein teori? Fysik? Jag? Hallå! ...Jag är såklart ironisk." Hon klargjorde att skivan var en uppföljare till The Emancipation of Mimi men att hon hade varit mycket "friare" under inspelningen än på någon annan skiva. Trots att E=MC² fick ett varmt mottagande av recensenter fick skivan kritik för att materialet var alltför likt det på föregångaren. Två veckor innan albumet släpptes nådde projektets huvudsingel "Touch My Body" förstaplatsen på Billboard Hot 100 och blev Careys artonde listetta. Genom detta gick hon förbi Elvis Presley som artisten med näst-flest listettor i amerikansk musikhistoria. Carey låg på förstaplatsen på samma lista i 79 veckor. Hon blev den artist med flest veckor på listtoppen, en bedrift som delades med Presley.
E=MC² debuterade på förstaplatsen på Billboard 200 med 463 000 sålda exemplar; den högsta försäljning ett av hennes album haft under sin första vecka i hennes karriär. Förstaplatsnoteringen blev hennes sjätte och gav henne delad tredjeplats med Britney Spears och Janet Jackson om flest antal albumettor i USA bakom Madonna (sju förstaplatser) och Barbra Streisand (nio förstaplatser). 2008 innehade Carey sjätteplatsen på Billboards lista "Billboard Hot 100 All-Time Top Artists" och hon var den näst-mest framgångsrika kvinnliga artisten på deras Hot 100-lista. Carey och skådespelaren/komikern Nick Cannon träffades medan hon spelade in musikvideon till "Bye Bye" på en ö utanför Antigua. Den 30 april 2008 gifte de sig vid en herrgård på Windermere Island i Bahamas. Carey gjorde ett cameo-framträdande i Adam Sandlers film Jiddra inte med Zohan. Efter utgivningen av albumet planerade Carey att ge sig ut på en omfattande världsturné för att marknadsföra skivan. I en intervju om den planlagda turnen sa sångaren: "Jag tänker mig något väl utarbetat. Jag gillar utarbetat. Vi gör ofta bara det nödvändigaste. Det är vad min juvelerare brukar säga. Jag har inte tänkt ut allting än men vi kommer till det snart." Trots fortsatta planer och annonseringar gjorda i The X Factor i Storbritannien ställdes turnén plötsligt in i december 2008. Rykten började cirkulera i kvällspressen om att Carey var gravid och därför ställt in turnén. Flera rapporter hävdade att Carey besökt en välkänd gynekologmottagning i Los Angeles. Dessutom hade sångarens slimmade figur försvunnit då hon slutat med sitt träningsprogram. Carey kommenterade inte ryktena förrän två år senare, 28 oktober 2010, när hon meddelade att hon varit gravid för andra gången under tidsperioden men att hon fick ett missfall. Turnén hade ställts in på grund av graviditeteten, innan hon fick missfall två månader senare.
Den 20 januari 2009 framförde Carey "Hero" när Barack Obama svors in som USA:s president. Den 7 juli 2009 framförde Carey sin version av The Jackson 5:s "I'll Be There" tillsammans med Trey Lorenz vid minneshögtiden av Michael Jackson. Vid åsynen av Jacksons kista överväldigades sångaren av känslor varpå Careys röst brast i de första verserna. Hon bad om ursäkt i The Today Show och förklarade att hon hade gjort sitt bästa trots omständigheterna.

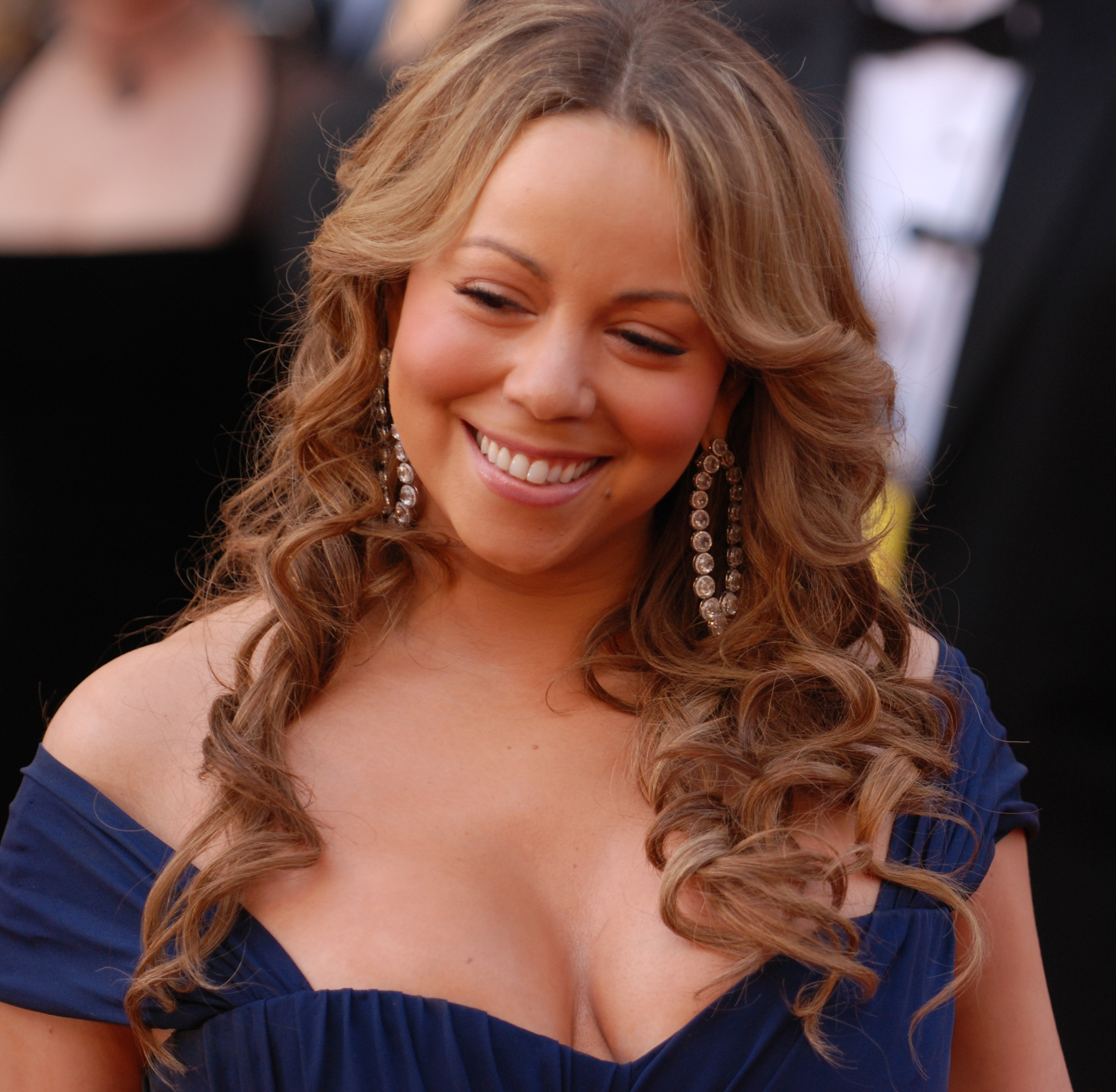
Mariah Carey på röda mattan vid den 82:a upplagan av Academy Awards 2010.

I filmen Precious från 2009 spelar hon en socialarbetare. Filmen och Careys rolltolkning mottogs övervägande positivt av recensenter. Variety beskrev hennes gestaltning som "perfekt". Precious vann flera priser, både vid Sundance Film Festival och vid Toronto International Film Festival där filmen hyllades. I januari 2010 vann Carey priset Breakthrough Actress Performance Award vid Palm Springs International Film Festival. Den 25 september 2009 släppte sångaren sitt tolfte studioalbum Memoirs of an Imperfect Angel. Medias mottagande var blandat. Stephen Thomas Erlewine vid Allmusic beskrev den som hennes "mest intressanta skiva det senaste årtiondet" medan Jon Caramanica från The New York Times kritiserade Careys sångprestation och stora användande av auto-tune. Skivan debuterade på tredjeplatsen på Billboard 200 och blev hennes lägst-säljande album i karriären. Huvudsingeln "Obsessed" blev hennes 40:e notering på Billboard Hot 100 och hennes högsta debut på listan sedan "My All" (1998). Låten debuterade på elfteplatsen och klättrade som högst till plats sju; den blev därmed Careys 27:e topp-tio hit. Hon hamnade därmed på delad femteplats med Elton John och Janet Jackson om artisten med flest topp-tio hits i USA. Inom några timmar efter låtens utgivning började media spekulera i att låten var riktad till rapparen Eminem som ett svar på hans låt "Bagpipes from Baghdad" som hånade Careys make Nick Cannon. Enligt MTV innehöll låten ett stycke som syftade på Eminems drogproblem som han hade tillkännagivit på sitt sjätte studioalbum Relapse. Uppföljaren, en cover på Foreigners "I Want to Know What Love Is", misslyckades att nå några större framgångar i USA och Europa men slog radiorekord i Brasilien. Låten tillbringade 27 veckor i toppen på Brasil Hot 100 Airplay och blev därmed den singel som legat flest veckor på toppen av listan. Den 31 december 2009 åkte Carey ut på sin sjunde turné, Angels Advocate Tour, med konserter i USA och Kanada. Trots att det var en nationell turné besökte Carey några utvalda platser i Brasilien och Singapore där hon spelade för över 100 000 människor. Turnén avslutades den 26 september 2010. Den 30 januari 2010 meddelade Carey att hon skulle ge ut en remixversion av Memoirs of an Imperfect Angel med titeln Angels Advocate. Skivan planerades för utgivning den 30 mars 2010 men blev senare inställd.

### Merry Christmas II Youoch moderskap (2010–2011)

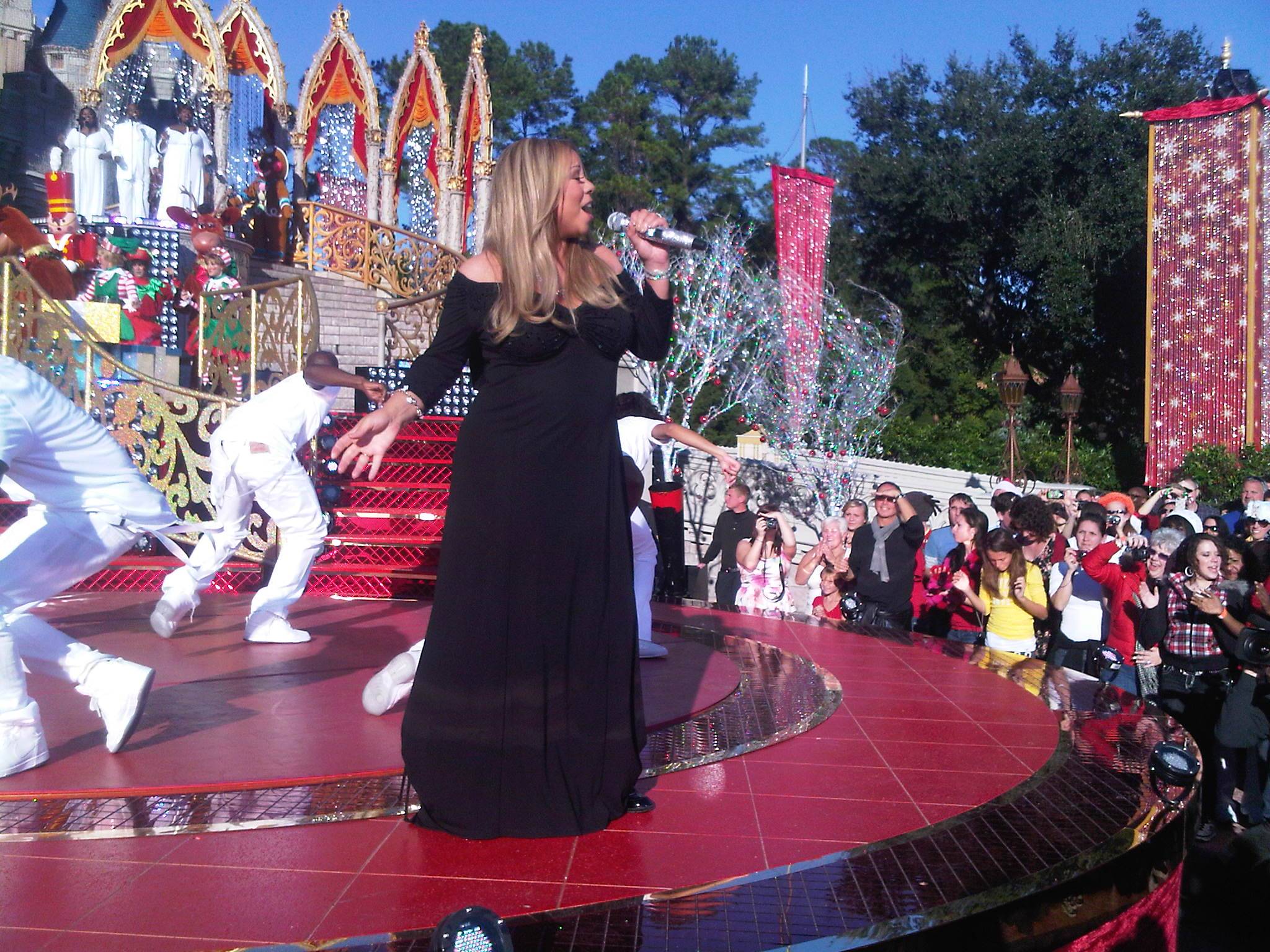
Carey framför "All I Want for Christmas Is You" vid Walt Disney World Resort den 3 december 2010.

Efter att Angels Advocate blivit inställt meddelades det att Carey skulle börja jobba på sitt trettonde studioalbum, som skulle mynna ut i hennes andra julalbum, Merry Christmas II You. Samarbetspartners från tidigare projekt bidrog återigen med material, däribland Jermaine Dupri, Johntá Austin, Bryan-Michael Cox och Randy Jackson samt den nyfunna vännen Marc Shaiman. Dupri meddelade att en singel skulle släppas innan årets slut. Vid en presskonferens i Seoul i augusti 2010 berättade Island Def Jam-chefen Matt Voss att skivan skulle släppas den 2 november 2010 och att den skulle innehålla sex nya låtar och en ny tolkning av hennes klassiker "All I Want for Christmas Is You". Skivan släpptes med en medföljande DVD och skickades till affärer den 2 november 2010. Merry Christmas II You debuterade på fjärdeplatsen på Billboard 200 med en försäljning på 56 000 exemplar; en högre försäljning jämfört med föregångaren som sålde 45 000 exemplar under första veckan. Den blev också Careys 16:e topp-tio album i USA. Skivan debuterade på förstaplatsen på förgreningslistan Top R&B/Hip-Hop Albums och blev den andra julalbumet att nå denna bedrift.
I maj 2010 tackade Carey nej till en roll i For Colored Girls, en filmatisering av pjäsen For Colored Girls Who Have Considered Suicide When the Rainbow Is Enuf, och meddelade att hon istället skulle fokusera på sin hälsa. Den 28 oktober samma år, efter många spekulationer i media, bekräftade Carey att hon och Cannon väntade sitt första barn. I februari 2011 meddelade Carey att hon påbörjat arbetet med sitt fjortonde studioalbum. Samma månad spelade Carey in en duett, "When Do The Bells Ring For Me", med Tony Bennett till hans album Duets II. Den 30 april 2011, som också var parets tredje årsdag, födde Carey tvåäggstvillingar via kejsarsnitt. Tvillingarna fick namnen Monroe (efter Marilyn Monroe) och Moroccan Scott (efter deras marockanskt inredda rum där Cannon friade till Carey; Scott kom från Cannons mellannamn). I en intervju förklarade Carey att hennes graviditet varit svår; hon led av förhöjt blodtryck, graviditetstoxikos och graviditetsdiabetes. Hon sa: "Jag var rädd att jag aldrig skulle kunna gå igen, det var en enorm påfrestning. Om jag satt ner var någon tvungen att hjälpa mig upp. Jag kunde inte ens gå på toaletten själv. Jag kände typ: 'Vad ska vi göra? Ska vi åka till sjukhuset?' Nej, jag kände att jag ville klara det; fortsätta att ta min medicin och hålla bebisarna i magen. Jag klarade av det i trettiofem veckor och sedan sa doktorn att det började bli för farligt."
Efter födseln avslöjade Cannon i en intervju med Billboard att Carey hade påbörjat arbetet med ett nytt album och att hon inspirerats av sina första två studioalbum. Cannon sa: "Hon har intensifierat arbetet och vi har en inspelningsstudio här hemma och graviditeten har verkligen inspirerat henne på så många sätt. Ni kan verkligen se fram emot ny, fenomenal musik från Mariah." Han försäkrade läsarna om att en ny singel skulle släppas någon gång i slutet av 2011; han var dock inte säker på om hela albumet skulle släppas samma år. Mot slutet av 2011 hade dock ingen singel släppts.
I oktober 2011 meddelade Carey att hon hade gjort en nyinspelning av låten "All I Want for Christmas Is You" tillsammans med Justin Bieber till hans julalbum Under the Mistletoe. Den 5 november 2011 spelade Carey och Bieber in en musikvideo för duetten vid Macy's i New York. Senare samma månad sändes en förinspelad intervju med Barbara Walters som sändes på ABC:s 20/20. Vid intervjun visade Carey och Cannon upp sina barn för första gången. I november inkluderades Carey, 50 Cent och Young Jeezy på remixversionen av Uncle Murdas "Warning" från hans mixtape. Samma månad meddelade Carey att hon och John Legend samarbetat på duetten "When Christmas Comes", vars originalversion tidigare spelats in till Merry Christmas II You (2010).

### American Idol, fortsatt filmkarriär ochThe Art of Letting Go(2012–framåt)
Den 1 mars 2012 deltog Carey i konsertserien Plot Your Escape vid New Yorks Gotham Hall; endast 50 biljetter fanns tillgängliga för allmänheten att köpa. Showen blev hennes första sedan födseln av Moroccan och Monroe. Konserten pågick i 40 minuter och hon framförde flera av sina hits så som "Always Be My Baby", "Hero", "Obsessed", "We Belong Together" och "I'll Be There". Den 14 juni 2012 framförde Carey ett medley vid en insamlingsgala tillägnad USA:s dåvarande president Barack Obama vid Plaza Hotel i New York. De tre låtarna hon framförde var "Hero", "We Belong Together" och en nyskriven komposition med titeln "Bring It On Home" som Carey skrev specifikt för Obamas omval. Samma månad publicerades en bild med texten "MC Summer 2012", vilket skapade spekulationer att en försenad singel skulle släppas. Den 21 juli meddelade Carey att en låt med titeln "Triumphant (Get 'Em)" skulle släppas i augusti 2012 som huvudspår från hennes fjortonde album. Låten skrevs och producerades av Carey, Jermaine Dupri och Bryan-Michael Cox och hämtade inspiration från Whitney Houston som avlidit tidigare samma år. I februari 2013 avslöjade Walt Disney Studios att Carey spelat in låten "Almost Home" till soundtracket till filmen Oz the Great and Powerful. Musikvideon till låten regisserades av David LaChapelle. Hon deltog dessutom som en av domarna i säsong 12 av American Idol., där hennes lön rapporterades vara 18 miljoner. Hon sågs även i Lee Daniels-filmen The Butler.

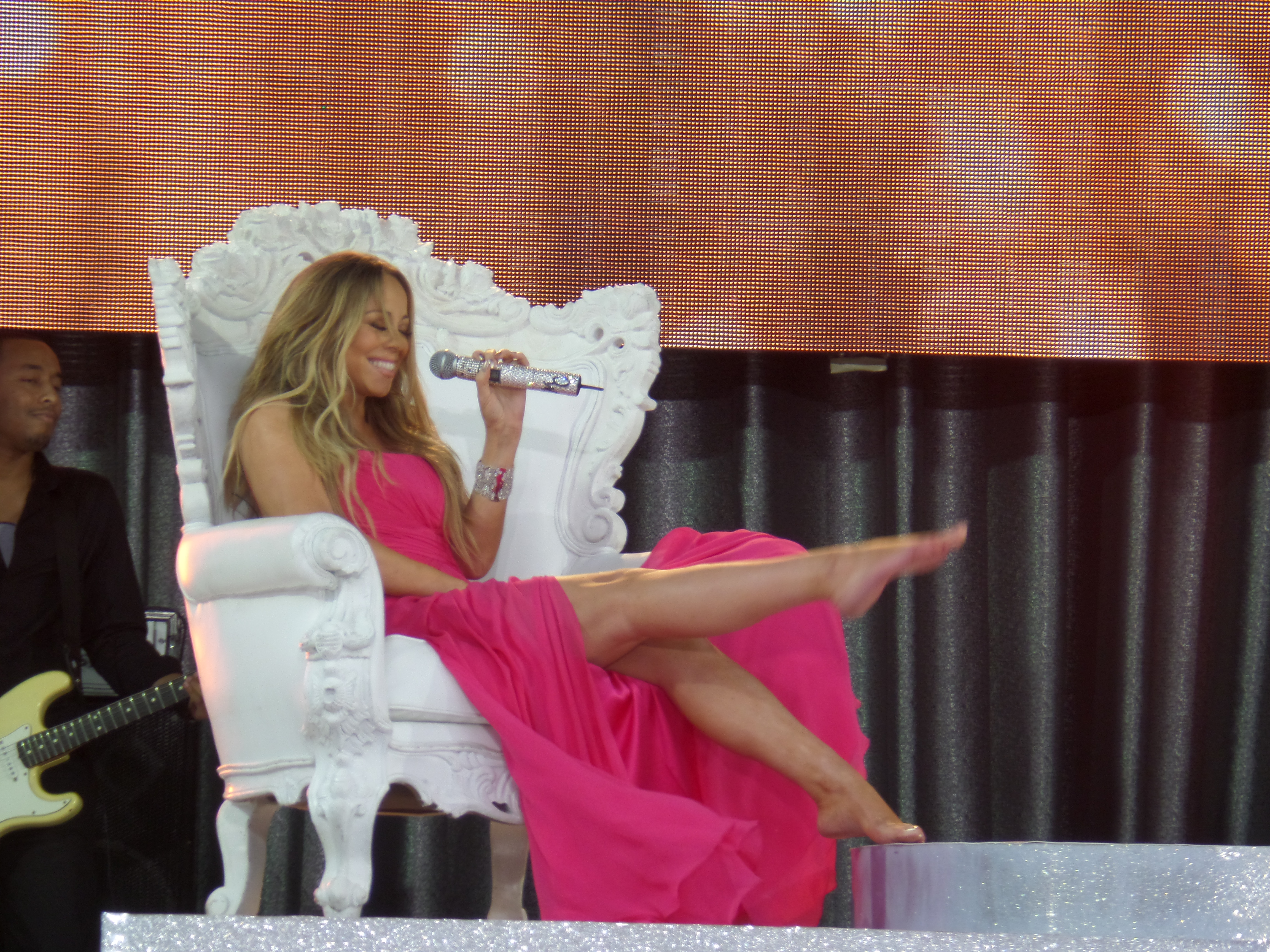
Mariah Carey sjunger "#Beautiful" på Good Morning America den 24 maj 2013.

I en intervju berättade Carey om sitt fjortonde studioalbum: "Jag samarbetar med mina favoritpersoner och mitt huvudmål är att inte följa någon särskild trend. Jag vill att skivan ska bli väl mottagen. Jag vill vara sann mot mig själv och musiken och göra mina fans glada." Några som jobbade med Carey var bland annat DJ Clue?, Randy Jackson, Q-Tip, R. Kelly, David Morales, Loris Holland, Stevie J, James Fauntleroy II, Ray Angry, Walter Afanasieff, Jermaine Dupri, Bryan-Michael Cox, James "Big Jim" Wright, Hit-Boy, The-Dream, Da Brat och Rodney Jerkins. I en exklusiv intervju med Billboard sa sångaren: "Det handlar om att ha mycket bra musik att välja mellan. När allt kommer omkring är det det viktigaste. Det är mer ballader än vad folk kanske räknat med [men] också upptempo-låtar och signaturmelodier. De representerar min mångsidighet som artist. Vart vi än tar oss med det här projektet så har jag försökt behålla hjärta och själ." I mars deklarerade sångaren att hon hade "mer än tillräckligt med låtar" och att hon var i det "sista stadiet av ljudmixning och sånt". Huvudsingeln "#Beautiful" gästades av sångaren Miguel och släpptes den 6 maj 2013; den nådde plats 15 på Billboard Hot 100. Musikvideon hade premiär på American Idol tre dagar senare. Carey framförde "#Beautiful" och en rad andra hits vid säsongsfinalen av American Idol den 16 maj 2013. Hon uppträdde även på Good Morning Americas sommarkonsert den 24 maj samma år.
Walmart avslöjade att titeln på sångarens fjortonde album skulle bli The Art of Letting Go, vilket också bekräftades av Careys vän och samarbetspartner Jermaine Dupri. Skivan gavs ut i maj 2014 med den reviderade titeln Me. I Am Mariah... The Elusive Chanteuse. Det som skulle ha varit albumets titelspår gavs ut som den andra singeln den 11 november 2013.

## Artisteri

### Röst och musikalisk stil
Mariah Carey har ett röstomfång på fem oktaver och kan nå toner i fyrstrukna oktaven. Hon har mottagit titeln "Songbird Supreme" av Guinness rekordbok och hamnade på förstaplats på Blender Magazine och MTV :s lista 22 Greatest Voices in Music 2003. Hon innehade även andraplatsen på "The 100 Outstanding Pop Vocalists" som publicerades av Cove Magazine. Carey har själv sagt att hon är alt trots att många musikkritiker beskriver henne som sopran. Jon Pareles vid The New York Times beskrev Careys lägre register som "rikt och varmt" som snabbt kan övergå till "ljusa toner". I en intervju med sångaren skrev Ron Givens från Entertainment Weekly: "I ett enda svep lyckas hon att pipa och samtidigt ryta: ett viskningsregister." Mot slutet av 1990-talet började Carey använda en ny, ljusare och lättare sångteknik. Tim Levell från BBC News beskrev hennes sång som "het och värmande" medan Elysa Gardner från USA Today skrev: "Det är omöjligt att neka genomslaget som hennes sångstil haft på dagens unga pop- och R&B-stjärnor." Careys känsla för pitch har beundrats och Jon Pareles kommenterade: "Hon kan hålla sig kvar över senuella toner med lekfull självsäkerhet och synkopera likt en scatsångare med skrämmande perfekt pitch."
Kärlek är huvudämnet i majoriteten av Careys låttexter men hon har även skrivit om rasism, alienation, död, världssvält, och andlighet. Hon har sagt att mycket av hennes arbete är självbiografiskt men Time Magazine skrev: "Om Mariahs musik ändå hade all den drama som huserar i hennes privatliv. Hennes låtar består istället av sliskig och konstlad NutraSweet-soul. Hennes liv har passion och konflikter." Han noterade dock att albumet Daydream visade på en mognad hos sångerskan och innehöll mer meningsfulla låttexter än tidigare album. Jim Faber från New York Daily News hade liknande kommentarer: "För Carey är sången den största delen av uppträdandet, inte känslorna som inspirerade den. Att sjunga är för henne en fysisk utmaning, inte ett sätt att ge utlopp för vad hon känner." I sin recension av Music Box skrev Stephen Holden från Rolling Stone att Carey sjöng med "outmanad passion" medan Arion Berger från Entertainment Weekly ansåg att hon ibland kunde bli för "överväldigad för att kunna få passionen till att bli ord." År 2001 skrev The Village Voice om vad de ansåg var hennes "själlösa ballader": "Careys sockersliskiga soul har blivit mallen för pop-prinsessor som vill sjunga Diane Warren-ballader. Det är till stor del tack vare Mary J. Blige som lyssnare börjat söka sig till något som innehåller mera känslor, smartare låttexter och våghalsig äkthet och mindre av onödig skönsång som från den bubbliga Mariah Carey-eran. Nuförtiden är det alla Christina Aguilera och Jessica Simpsons som står för det medan kvinnorna med större lung-kapacitet vet hur och när man ska använda sin röst."
Careys musik består främst av elektroniska musikinstrument så som trummaskiner, keyboards och syntar. Många av hennes låtar består av pianodrivna melodier då hon fick pianolektioner från sex års ålder. Carey har sagt att hon föredrar att samarbeta med en pianist när hon komponerar nytt material då hon anser att det gör det enklare att experimentera med mer ovanliga melodier och ackordprogressioner. Hon har inkorporerat sina pianokunskaper i mycket av sin musikproduktion. Hennes röst har dock alltid varit det viktigaste tillgången: "Min röst är mitt instrument, det har den alltid varit." Tidigt i karriären började Carey arbeta fram remixer till många av sina framgångsrika singlar, varpå låtarna oftast fick nyinspelad sång och musik. Diskjockeyn David Morales samarbetade med Carey på remixversionen av "Dreamlover" vilken gav upphov till trenden att remixa R&B-låtar till house-låtar. "Dreamlover" beskrevs som en av de bästa danslåtarna genom tiderna av Slant Magazine. Från "Fantasy" (1995) och framåt anlitade Carey både hiphop- och dansproducenter för remixer av singlar. Entertainment Weekly inkluderade två mixar av "Fantasy" på deras lista över Careys bästa låtar; en National Dance Music Award-vinnande remix producerad av Morales och en Sean Combs-produktion med rapparen Ol' Dirty Bastard som gästartist. Den sistnämnda anses ha varit startskottet på samarbeten mellan R&B och hiphop som fortsatte under 2000-talet med artister som Ashanti och Beyoncé. Combs sa att Carey "förstod vikten av ljudmixningar, så du känner som om du jobbar med en artist som uppskattar ditt arbete - en artist som vill komponera material med dig."

### Influenser
Under sin barndom influerades Carey av Billie Holiday, Sarah Vaughan och R&B- och soul-sångare som Gladys Knight och Aretha Franklin. Carey influerades och inspirerades också kraftigt av Minnie Riperton vilket fick henne att experimentera med sitt visselregister. Andra stora musikaliska influenser var gospel-sångare som The Clark Sisters, Shirley Caesar och Edwin Hawkins. När Carey började experimentera med hiphop spekulerade media i att hon försökte kapitalisera på genrens popularitet. I en intervju med Newsweek sa sångaren: "Folk förstår inte. Jag växte ju upp med sån här musik." Carey har visat sin uppskattning för rappare så som The Sugarhill Gang, Eric B. & Rakim, Wu-Tang Clan, The Notorious B.I.G. och Mobb Deep, som hon samarbetade med på "The Roof (Back in Time)" (1998).
Careys sångstil och musikaliska stil samt hennes kommersiella framgångar har jämförts med Whitney Houstons, som Carey också omnämnt som influens. Carey, Houston och Celine Dion var, enligt Garry Mulholland, "prinsessorna av wailande som blandar kommersiell pop med vuxnare och djupare musik." Författaren och skribenten Lucy O'Brien jämförde Barbra Streisands gammalmodiga stil med Carey och Dion och beskrev dem och Houston som "välartade, sminkade och utsmyckade till perfektion." Careys övergång till mer avslöjande kläder under sena 1990-talet var ett försök att komma bort från stilen. Några musikrecensenter har noterat att Carey skriver all sin musik till skillnad från Houston och Dion.

## Diskografi

### Studioalbum
- Mariah Carey (1990)
- Emotions (1991)
- Music Box (1993)
- Merry Christmas (1994)
- Daydream (1995)
- Butterfly (1997)
- Rainbow (1999)
- Glitter (2001)
- Charmbracelet (2002)
- The Emancipation of Mimi (2005)
- E=MC² (2008)
- Memoirs of an Imperfect Angel (2009)
- Merry Christmas II You (2010)
- Me. I Am Mariah... The Elusive Chanteuse (2014)
- Caution (2018)

### Samlingsalbum
- #1's (1998)
- Greatest Hits (2001)
- The Remixes (2003)
- The Ballads (2008)
- The Essential Mariah Carey (2011)
- #1 to Infinity (2015)
- The Rarities (2020)

### EP
- MTV Unplugged (1992)

## Filmografi
- The Bachelor (1999)
- Glitter (2001)
- Wisegirls (2002)
- State Property 2 (2005)
- Tennessee (2007)
- Jiddra inte med Zohan (2008)
- Precious (2009)
- The Butler (2013)